# Avrămești
Avrămești (en hongrois: Szentábráham) est une commune roumaine du județ de Harghita, dans le Pays sicule en Transylvanie.

## Villages
La commune est composée des huit villages suivants:
- Andreeni (Magyarandrásfalva)
- Avrămești (Szentábrahám), siège de la commune
- Cechești (Csekefalva)
- Firtănuș (Firtosmartonos)
- Geoagiu (Gagy)
- Laz-Firtănuș (Firtosiláz)
- Laz-Șoimuș (Solymosiláz)
- Medișoru Mic (Kismedesér)

## Localisation
La commune d'Avrămești est située au sud-ouest du județ de Harghita, à l'est de la Transylvanie, dans le Pays sicule (région ethnoculturelle et linguistique), à 51 km de Miercurea-Ciuc (Csíkszereda).

## Politique
| Période | Période  | Identité            | Étiquette | Qualité |
| ------- | -------- | ------------------- | --------- | ------- |
| 2008    | 2016     | Béla Szöcs          | UDMR      |         |
| 2016    | En cours | Dezső-Szabolcs Simó | UDMR      |         |

## Monuments et lieux touristiques
- L'église unitarienne du village d'Avrămești (construite au XVe siècle), monument historique
- Église unitarienne du village de Cechești, construite en 1833

## Personnalités
Neculai Țaga (1967-), champion olympique d'aviron en 1992.